# Dave Corzine
David "Dave" John Corzine (Arlington Heights, Illinois, 25 de abril de 1956) es un exjugador y entrenador de baloncesto estadounidense que jugó 13 temporadas en la NBA y una más en la liga italiana. Con 2,11 metros de altura, jugaba en la posición de pívot. En la actualidad es director de actividades de baloncesto de la Universidad DePaul.

## Trayectoria deportiva

### Universidad
Jugó durante cuatro temporadas con los Blue Demons de la Universidad DePaul, en las que promedió 17,1 puntos y 10,4 rebotes por partido. Es el único jugador en la historia de los Blue Demons en superar los 1000 rebotes en una temporada, y todavía es el tercer mejor anotador de todos los tiempos con 1896 puntos. Además, fue incluido en el segundo mejor quinteto All-American en 1978.

### Profesional
Fue elegido en la decimoctava posición del Draft de la NBA de 1978 por Washington Bullets, pero allí se encontró con gran cantidad de hombres altos que le cerraron el paso, como Elvin Hayes, Wes Unseld o Mitch Kupchak, por lo que en las dos temporadas que permaneció en el equipo apenas pudo disponer de más de 10 minutos por encuentro. Antes del comienzo de la temporada 1980-81 fue traspasado a San Antonio Spurs a cambio de dos futuras segundas rondas del draft, donde no encontró tanta competencia en su puesto, promediando el primer año 10,5 puntos y 7,8 rebotes por partido.
Tras una temporada más en los Spurs, fue traspasado, junto con Mark Olberding a Chicago Bulls a cambio del veterano Artis Gilmore. Allí se hizo con el puesto de titular, jugando la mejor temporada de su carrera nada más llegar, al promediar 14,0 puntos y 8,7 rebotes por partido. La llegada de Michael Jordan en la temporada 1984-85 le restaría responsabilidad en ataque, aunque siguió siendo poderoso en defensa. Pero fue la contratación de Bill Cartwright en 1988 la que le relegó definitivamente al banquillo. Al término de esa temporada fue traspasado a Orlando Magic a cambio de dos futuras rondas del draft (una de ellas acabaría siendo Toni Kukoc). En los Magic apenas saltó a la pista en 6 partidos a lo largo de toda la temporada. Al año siguiente firmaría como agente libre con Seattle Supersonics, pero el panorama no mejoró, jugando unos escasos 5 minutos por encuentro, en los que promedió 1,3 puntos.
Ya con 35 años, decidió alargar su carrera un año más, fichando por el Filanto Forlì de la liga italiana, donde recuperó el esplendor de temporadas pasadas, promediando en su último año en activo 16,7 puntos y 10,7 rebotes por partido.

## Estadísticas de su carrera en la NBA

### Temporada regular
| Año     | Equipo      | PJ  | PT  | MPP  | %TC  | %3P  | %TL  | RPP | APP | ROB | TPP | PPP  |
| ------- | ----------- | --- | --- | ---- | ---- | ---- | ---- | --- | --- | --- | --- | ---- |
| 1978-79 | Washington  | 59  | –   | 9.0  | .534 | –    | .778 | 2.5 | .8  | .2  | .2  | 3.0  |
| 1979-80 | Washington  | 78  | –   | 10.6 | .417 | –    | .662 | 3.5 | .8  | .1  | .4  | 2.9  |
| 1980-81 | San Antonio | 82  | –   | 23.9 | .490 | .000 | .714 | 7.8 | 1.4 | .5  | 1.2 | 10.5 |
| 1981-82 | San Antonio | 82  | 21  | 26.7 | .519 | .250 | .746 | 7.7 | 1.6 | .4  | 1.5 | 10.1 |
| 1982-83 | Chicago     | 82  | 71  | 30.4 | .497 | .000 | .720 | 8.7 | 1.9 | .6  | 1.3 | 14.0 |
| 1983-84 | Chicago     | 82  | 82  | 32.6 | .467 | .333 | .840 | 7.0 | 2.5 | .7  | 1.5 | 12.2 |
| 1984-85 | Chicago     | 82  | 50  | 25.1 | .486 | .000 | .745 | 5.1 | 1.7 | .4  | .8  | 8.5  |
| 1985-86 | Chicago     | 67  | 4   | 25.5 | .491 | .250 | .743 | 6.5 | 2.2 | .4  | .8  | 9.6  |
| 1986-87 | Chicago     | 82  | 39  | 27.9 | .475 | .000 | .736 | 6.6 | 2.5 | .5  | 1.1 | 8.3  |
| 1987-88 | Chicago     | 80  | 32  | 29.1 | .481 | .111 | .752 | 6.6 | 1.9 | .5  | 1.2 | 10.1 |
| 1988-89 | Chicago     | 81  | 7   | 18.3 | .461 | .250 | .740 | 3.9 | 1.3 | .4  | .6  | 5.9  |
| 1989-90 | Orlando     | 6   | 3   | 13.2 | .379 | –    | .000 | 3.0 | .3  | .3  | .0  | 3.7  |
| 1990-91 | Seattle     | 28  | 0   | 5.3  | .447 | –    | .591 | 1.2 | .1  | .2  | .2  | 1.7  |
| Total   | Total       | 891 | 309 | 23.3 | .484 | .189 | .747 | 5.9 | 1.7 | .4  | 1.0 | 8.5  |

### Playoffs
| Año   | Equipo      | PJ | PT | MPP  | %TC  | %3P | %TL   | RPP | APP | ROB | TPP | PPP  |
| ----- | ----------- | -- | -- | ---- | ---- | --- | ----- | --- | --- | --- | --- | ---- |
| 1979  | Washington  | 12 | –  | 5.3  | .267 | –   | –     | 2.1 | .4  | .2  | .0  | .7   |
| 1980  | Washington  | 2  | –  | 4.5  | .800 | –   | 1.000 | 1.5 | .0  | .0  | .0  | 5.0  |
| 1981  | San Antonio | 7  | –  | 23.0 | .491 | –   | .692  | 6.9 | 2.3 | .6  | 1.1 | 9.0  |
| 1982  | San Antonio | 9  | –  | 28.7 | .462 | –   | .706  | 9.4 | 1.9 | .7  | 1.0 | 13.6 |
| 1985  | Chicago     | 4  | 4  | 19.3 | .667 | –   | .833  | 5.5 | .8  | .5  | .3  | 8.3  |
| 1986  | Chicago     | 3  | 3  | 34.3 | .552 | –   | 1.000 | 9.0 | 2.0 | .3  | .7  | 12.0 |
| 1987  | Chicago     | 3  | 3  | 40.7 | .455 | –   | .778  | 7.0 | 2.3 | .3  | 1.0 | 9.0  |
| 1988  | Chicago     | 10 | 10 | 30.8 | .355 | –   | .538  | 5.7 | .8  | .3  | .8  | 6.1  |
| 1989  | Chicago     | 16 | 0  | 13.7 | .422 | –   | .647  | 2.6 | .6  | .3  | .4  | 4.1  |
| 1991  | Seattle     | 2  | 0  | 6.0  | .667 | –   | 1.000 | .5  | .0  | .0  | .0  | 2.5  |
| Total | Total       | 68 | 20 | 19.6 | .455 | –   | .707  | 4.9 | 1.0 | .3  | .5  | 6.3  |

## Vida posterior
Tras retirarse de las pistas, volvió como entrenador haciéndose cargo de los Chicago Rockers de la CBA, donde permaneció una temporada en la que consiguieron 26 victorias y 30 derrotas. En octubre de 2008 pasó a formar parte del equipo técnico de baloncesto de la Universidad DePaul, siendo nombrado director de actividades.